# استان وستفالیا
استان وستفالیا (آلمانی: Provinz Westfalen) یک استان در پادشاهی پروسبود.
این منطقه، از سال ۱۸۱۵ میلادی تا ۱۹۴۶ میلادی، یک ایالت آزاد پروس محسوب می‌شد.